# Kelurahan Sungai Bengkal
Kelurahan Sungai Bengkal is een bestuurslaag in het regentschap Tebo van de provincie Jambi, Indonesië. Kelurahan Sungai Bengkal telt 6350 inwoners (volkstelling 2010).